# Dark Matter (serial din 2015)
Dark Matter (Materie întunecată) este un serial de televiziune științifico-fantastic care a avut premiera în 2015, dezvoltat de Prodigy Pictures în asociere cu canalul canadian Space și canalul american Syfy. Conceptul a fost creat de Joseph Mallozzi⁠(d) și Paul Mullie⁠(d) în timp ce aceștia lucrau la franciza Stargate și a fost publicat inițial ca o serie de benzi desenate în 2012.
O comandă de 13 episoade a fost plasată pentru primul sezon al serialului, care a avut premiera la 12 iunie 2015, pe Space și pe Syfy. La 5 septembrie 2015, serialul a fost reînnoit cu un al doilea sezon. Dark Matter a fost reînnoit cu un al treilea sezon în septembrie 2016, care a avut premiera la 9 iunie 2017.
La 1 septembrie 2017, Syfy a anulat serialul.

## Premisă
Un grup de oameni în capsule de stază se trezesc la bordul navei spațiale Raza. Aceștia nu au nicio amintire despre cine sunt sau despre viața lor înainte de a se trezi, așa că își asumă numele de la Unu până la Șase în ordinea în care s-au trezit și încep să încerce să-și descopere identitățile și să afle  ce li s-a întâmplat. La bord se află și un android cu aspect feminin, care are o legătură neuronală fără fir cu nava.
La sfârșitul episodului pilot, echipajul descoperă că sunt o bandă de mercenari care se numără printre cei mai răi criminali din galaxie, lăsându-i cu dilema de a-și continua calea violentă a sinelui lor original sau de a căuta mântuirea. Viețile lor sunt adesea complicate de secrete din trecutul lor uitat.

## Episoade
| Sezonul | Sezonul | Episoade | Episoade | Premiera TV      | Premiera TV        |
| Sezonul | Sezonul | Episoade | Episoade | Prima transmisie | Ultima transmisie  |
| ------- | ------- | -------- | -------- | ---------------- | ------------------ |
|         | 1       | 13       | 13       | 12 iunie 2015    | 28 august 2015     |
|         | 2       | 13       | 13       | 1 iulie 2016     | 16 septembrie 2016 |
|         | 3       | 13       | 13       | 9 iunie 2017     | 25 august 2017     |

### Sezonul 1 (2015)
| Nr. în serial | Nr. în sezon | Titlu              | Regizat de        | Scris de                            | Data difuzării | Can. telespectatori (milioane) |
| ------------- | ------------ | ------------------ | ----------------- | ----------------------------------- | -------------- | ------------------------------ |
| 1             | 1            | „Episode One⁠(d)”   | TJ Scott⁠(d)       | Joseph Mallozzi⁠(d) & Paul Mullie⁠(d) | 12 iunie 2015  | 0.273                          |
| 2             | 2            | „Episode Two⁠(d)”   | TJ Scott          | Joseph Mallozzi                     | 19 iunie 2015  | 0.262                          |
| 3             | 3            | „Episode Three”    | Paolo Barzman⁠(d)  | Martin Gero⁠(d)                      | 26 iunie 2015  |                                |
| 4             | 4            | „Episode Four”     | Amanda Tapping    | Joseph Mallozzi                     | 3 iulie 2015   |                                |
| 5             | 5            | „Episode Five”     | Lee Rose⁠(d)       | Paul Mullie                         | 10 iulie 2015  |                                |
| 6             | 6            | „Episode Six”      | Ron Murphy        | Paul Mullie                         | 17 iulie 2015  |                                |
| 7             | 7            | „Episode Seven”    | Bruce McDonald⁠(d) | Robert C. Cooper⁠(d)                 | 24 iulie 2015  | 0.534                          |
| 8             | 8            | „Episode Eight”    | TW Peacocke⁠(d)    | Trevor Finn                         | 31 iulie 2015  |                                |
| 9             | 9            | „Episode Nine”     | Ron Murphy        | Joseph Mallozzi                     | 7 august 2015  |                                |
| 10            | 10           | „Episode Ten”      | John Stead        | Paul Mullie                         | 14 august 2015 |                                |
| 11            | 11           | „Episode Eleven”   | Martin Wood⁠(d)    | Paul Mullie                         | 21 august 2015 |                                |
| 12            | 12           | „Episode Twelve”   | Andy Mikita⁠(d)    | Joseph Mallozzi                     | 28 august 2015 | 0.397                          |
| 13            | 13           | „Episode Thirteen” | Andy Mikita       | Joseph Mallozzi & Paul Mullie       | 28 august 2015 | 0.397                          |

### Sezonul 2 (2016)
| Nr. în serial | Nr. în sezon | Titlu                                       | Regizat de         | Scris de                      | Data difuzării     |
| ------------- | ------------ | ------------------------------------------- | ------------------ | ----------------------------- | ------------------ |
| 14            | 1            | „Welcome to Your New Home”                  | Amanda Tapping     | Paul Mullie⁠(d)                | 1 iulie 2016       |
| 15            | 2            | „Kill Them All”                             | Bruce McDonald⁠(d)  | Joseph Mallozzi⁠(d)            | 8 iulie 2016       |
| 16            | 3            | „I've Seen the Other Side of You”           | Steve Dimarco      | Paul Mullie                   | 15 iulie 2016      |
| 17            | 4            | „We Were Family”                            | John Stead         | Joseph Mallozzi               | 22 iulie 2016      |
| 18            | 5            | „We Voted Not to Space You”                 | Ron Murphy         | Paul Mullie                   | 29 iulie 2016      |
| 19            | 6            | „We Should Have Seen This Coming”           | Bruce McDonald     | Robert C. Cooper⁠(d)           | 5 august 2016      |
| 20            | 7            | „She's One of Them Now”                     | Jason Priestley⁠(d) | Harley Peyton⁠(d)              | 12 august 2016     |
| 21            | 8            | „Stuff to Steal, People to Kill”            | Andy Mikita⁠(d)     | Joseph Mallozzi               | 19 august 2016     |
| 22            | 9            | „Going Out Fighting”                        | Peter DeLuise⁠(d)   | Ivon Bartok                   | 26 august 2016     |
| 23            | 10           | „Take the Shot”                             | Paul Day           | Paul Mullie                   | 2 septembrie 2016  |
| 24            | 11           | „Wish I'd Spaced You When I Had the Chance” | Mairzee Almas⁠(d)   | Joseph Mallozzi               | 9 septembrie 2016  |
| 25            | 12           | „Sometimes In Life You Don't Get to Choose” | William Waring⁠(d)  | Joseph Mallozzi & Paul Mullie | 9 septembrie 2016  |
| 26            | 13           | „But First, We Save the Galaxy”             | Ron Murphy         | Joseph Mallozzi & Paul Mullie | 16 septembrie 2016 |

### Sezonul 3 (2017)
| Nr. în serial | Nr. în sezon | Titlu                             | Regizat de             | Scris de                      | Data difuzării |
| ------------- | ------------ | --------------------------------- | ---------------------- | ----------------------------- | -------------- |
| 27            | 1            | „Being Better is So Much Harder”  | Ron Murphy             | Joseph Mallozzi⁠(d)            | 9 iunie 2017   |
| 28            | 2            | „It Doesn't Have to Be Like This” | Bruce McDonald⁠(d)      | Paul Mullie⁠(d)                | 9 iunie 2017   |
| 29            | 3            | „Welcome to the Revolution”       | Steve DiMarco          | Joseph Mallozzi               | 16 iunie 2017  |
| 30            | 4            | „All the Time in the World”       | Ron Murphy             | Joseph Mallozzi               | 23 iunie 2017  |
| 31            | 5            | „Give It Up, Princess”            | J.B. Sugar             | Paul Mullie                   | 30 iunie 2017  |
| 32            | 6            | „One Last Card to Play”           | Gail Harvey⁠(d)         | Alison Hepburn                | 7 iulie 2017   |
| 33            | 7            | „Wish I Could Believe You”        | Paul Day               | Ivon Bartok                   | 14 iulie 2017  |
| 34            | 8            | „Hot Chocolate”                   | John Stead             | Lawren Bancroft-Wilson        | 21 iulie 2017  |
| 35            | 9            | „Isn't That a Paradox?”           | Craig David Wallace⁠(d) | Joseph Mallozzi & Paul Mullie | 28 iulie 2017  |
| 36            | 10           | „Built, Not Born”                 | Melanie Orr            | Joseph Mallozzi               | 4 august 2017  |
| 37            | 11           | „The Dwarf Star Conspiracy”       | Steve DiMarco          | Paul Mullie                   | 11 august 2017 |
| 38            | 12           | „My Final Gift to You”            | Bruce McDonald         | Joseph Mallozzi               | 18 august 2017 |
| 39            | 13           | „Nowhere to Go”                   | Ron Murphy             | Paul Mullie                   | 25 august 2017 |

## Distribuție

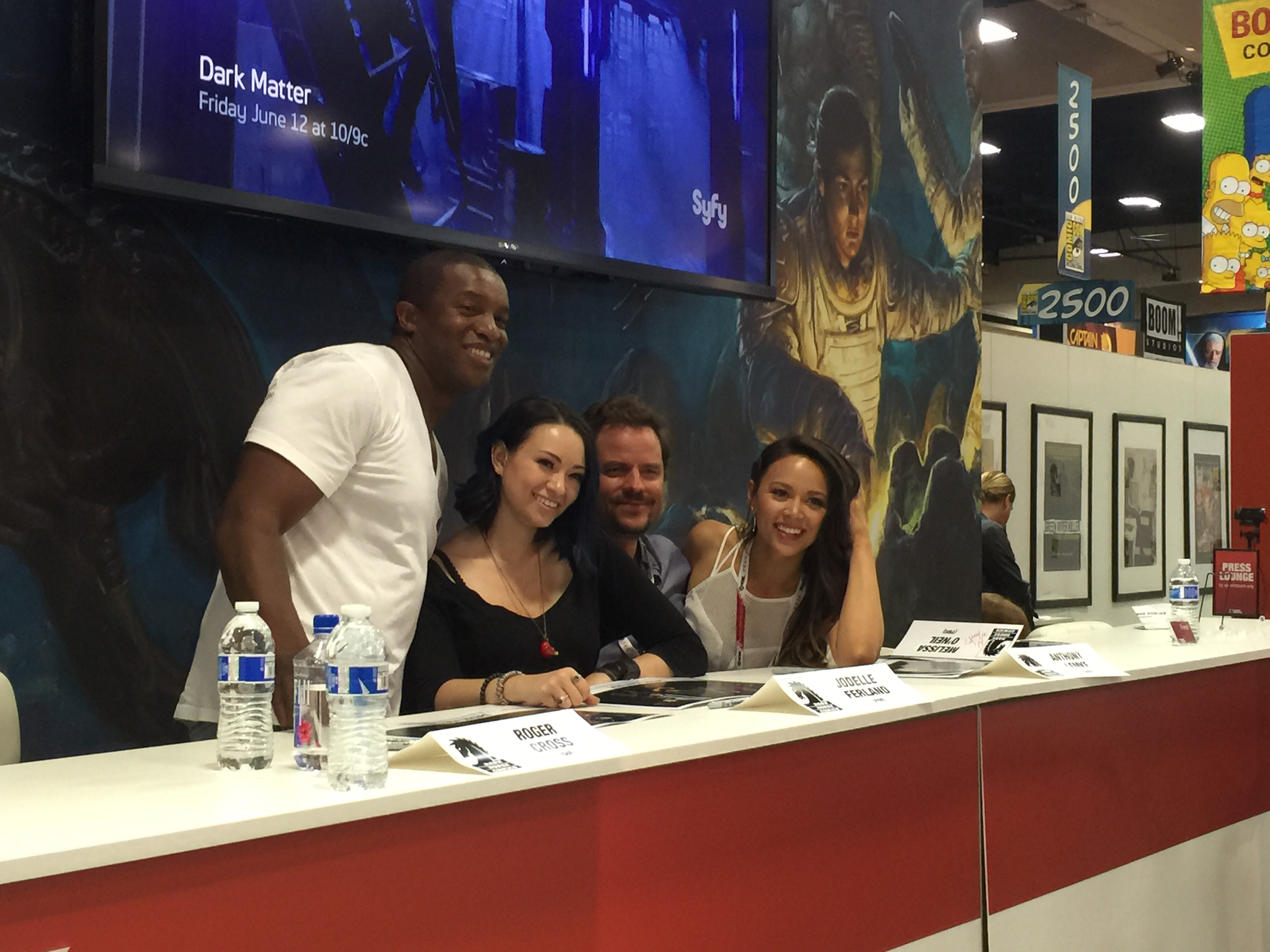
La Comic-Con International. 2015

### Principală
- Marc Bendavid⁠(d) ca Unu / Jace Corso / Derrick Moss (sezonul 1; sezonul 2 rol secundar)[14][15]
- Melissa O'Neil⁠(d) ca Doi / Portia Lin / Rebecca,[14] căpitanul de facto al navei Raza și liderul echipajului atât înainte, cât și după ștergerea minții
- Anthony Lemke⁠(d) ca Trei / Marcus Boone / Titch[14]
- Alex Mallari Jr.⁠(d) ca Patru / Ryo Tetsudo / Ishida Ryo,[14] moștenitorul exilat la tronul Principatului Zairon
- Jodelle Ferland⁠(d) ca Cinci / Das / Emily Kolburn,[14][16] cel mai tânăr membru al echipajului și singurul care nu este căutat pentru crime capitale
- Roger Cross ca Șase / Griffin Jones / Lt. Kal Varrick[14]
- Zoie Palmer⁠(d) ca Android / Suki.[14] Palmer o interpretează și pe creatorul Androidului, Dr. Irena Shaw, în al treilea sezon.
- Melanie Liburd⁠(d) ca Nyx Harper (sezonul 2; invitată, sezonul 3),[17] un nou membru al echipajului în al doilea sezon care a fugit de restul oamenilor ei, Văzătorii
- Shaun Sipos⁠(d) ca Devon Taltherd (sezonul 2),[18][19] un medic în dizgrație și noul membru al echipajului în al doilea sezon

## Producție
Filmările principale la primul sezon au început în Toronto, Ontario, Canada, la 9 ianuarie 2015, și s-au încheiat la 20 mai 2015.
La 1 septembrie 2015, Syfy a reînnoit Dark Matter cu un al doilea sezon. Chris Regina, senior VP al strategiei programului Syfy, a declarat „Cu premisa sa misterioasă și personaje fascinante, Dark Matter a construit o bază de fani incredibil de loiali, pasionați și implicați...” Producția celui de-al doilea sezon a început la 9 decembrie 2015 și s-a încheiat la 6 mai 2016.
Producția la al treilea sezon a început la 18 noiembrie 2016. Al treilea sezon a fost și ultimul; anularea serialului a fost anunțată în septembrie 2017. Mallozzi a dezvăluit în diferite interviuri că serialul a fost preluat de divizia de achiziții Syfy din New York, dar nu a fost bine primit de divizia de programare inițială a rețelei din Los Angeles. În plus, în timp ce serialul a depășit mai multe programe Syfy la prima difuzare, rețeaua nu a putut să aibă profit pe baza serialului, deoarece era o achiziție.

## Difuzare
Dark Matter a avut premiera pe Syfy în Statele Unite, în aceeași zi cu cea din Canada.
În săptămâna următoare, serialul a avut premiera pe Syfy Australia⁠(d) și Syfy UK – la data de 13, respectiv 16 iunie 2015. 

## Recepție
Începând cu 21 martie 2022, site-ul web de agregare a recenziilor Rotten Tomatoes a acordat sezonului 1 un rating de aprobare de 68%, cu o evaluare medie de 5/10 pe baza recenziilor a 19 critici. Consensul site-ului spune: „... premiera beneficiază de personaje simpatice și de o întorsătură finală, dar găurile căscate ale intrigii și premisa uzată se adaugă la un episod fără scop”. Metacritic a acordat seriei un scor mediu de 58 din 100, pe baza recenziilor a 5 critici, indicând „Recenzii mixte sau medii”.
Pe Rotten Tomatoes sezonul 2 a avut o evaluare de 100% pe baza a 7 recenzii, iar sezonul 3 a primit, de asemenea, o evaluare de 100% pe baza a 7 recenzii.

### Ratinguri
Premiera serialului a atras 273.000 de telespectatori de noapte pe canalul Space din Canada și 1,28 milioane de telespectatori pentru premiera sa pe canalul Syfy din SUA.